# 松树镇站
松树镇站，位于中华人民共和国吉林省白山市江源区松树镇，是浑白铁路上的火车站，建于1960年，由沈阳铁路局管辖。

## 車站周邊
- 松树中心校
- 松树镇卫生院
- 中国联通松树营业厅
- 吉林银行白山松树支行
- 松树镇人民政府

## 歷史
- 建于1960年。

## 业务办理
客运业务办理旅客乘降，行李，包裹托运。货运业务办理整车，零担货物到发。

## 外部連結
- 中国铁路客户服务中心 （页面存档备份，存于）